# Agnes und seine Brüder
Agnes und seine Brüder è un film tedesco del 2004 diretto da Oskar Roehler.